# Benny Neyman
Wilhelmus Albertus (Benny) Neyman (Maastricht, 9 juni 1951 – Soesterberg, 7 februari 2008) was een Nederlandse zanger.

## Levensloop
Neyman werd geboren in Maastricht. Op zijn zesde kreeg hij een gitaar met Sinterklaas en nam les. Hij luisterde graag naar de radio en kocht af en toe een plaatje. Eind jaren 60 maakte hij kennis met de muziek van Engelse popbands. Na zijn MULO-diploma volgde hij begin jaren zeventig een opleiding aan de Kleinkunst Academie in Amsterdam. Neyman brak in de tweede helft van de jaren zeventig door, zijn eerste succes kwam in 1980 met het nummer Ik weet niet hoe, een cover van Agapimu van zangeres Mia Martini. In 1985 scoorde Neyman zijn grootste hit met Waarom fluister ik je naam nog (nummer 1-positie in de Nederlandse hitparades). In de Radio 2's Top 2000 editie 2007 nam het de 384e positie in, wat tot dan toe zijn hoogste klassering is in het bestaan van de oudejaarslijst. Vanaf de tweede helft van de jaren tachtig had Neyman geen grote hits meer. Wel bracht hij nog een groot aantal goed verkopende albums uit en had hij een aantal theatertournees. In 1990 vertolkte hij voor de Play Kwek Show in Duinrell als "Bennie Bever" een parodie op zijn eigen hit Vrijgezel. In 1995 bracht hij onder meer enkele Franstalige en Griekse klassiekers op de bühne. Neyman ontving in 1995 een Gouden Harp.
Hij brak in de zomer van 2006 met zijn management en begon met zijn gezondheid te sukkelen. Zijn echtgenoot Hans van Barneveld werd in 2006 zijn nieuwe manager. In oktober 2007 verscheen Neymans laatste album Onverwacht. Zijn laatste optreden, een hommage aan de overleden Conny Vandenbos, vond plaats op 2 december 2007. Neyman maakte op 21 december 2007 bekend dat hij leed aan kanker, in een vergevorderd stadium en dat de aard van de ziekte niet duidelijk was. Op 7 februari 2008 overleed Benny Neyman op 56-jarige leeftijd.
Neyman zong ook liedjes over zijn geboortestreek, die buiten Limburg weinig bekendheid kregen. Een uitzondering is zijn Ode aan Maastricht, ook wel Kom met me mee naar Maastricht genoemd, naar de eerste regel. In de coupletten van de ballade M'n land wordt Limburg beschreven, dat door de tijd verandert en door uitbuiting verarmt, maar in het refrein toch mooi is en blijft. Hij trad in 2005 op in de Vrijthofconcerten van André Rieu in Maastricht.

## Discografie

### Albums
| Album met eventuele hitnotering(en) in de Nederlandse Album Top 100 | Datum van verschijnen | Datum van binnenkomst | Hoogste positie | Aantal weken | Opmerkingen    |
| ------------------------------------------------------------------- | --------------------- | --------------------- | --------------- | ------------ | -------------- |
| De beste van Benny Neyman                                           | 07-1980               | 09-08-1980            | 10              | 14           | Verzamelalbum  |
| Vlinders van de nacht                                               | 1981                  | 22-08-1981            | 8               | 30           |                |
| Leven van liefde                                                    | 1982                  | 20-11-1982            | 39              | 4            |                |
| Het zwarte goud                                                     | 05-1984               | 02-06-1984            | 4               | 32           |                |
| Het beste van Benny Neyman (2)                                      | 11-1985               | 30-11-1985            | 15              | 13           | Verzamelalbum  |
| Silhouet                                                            | 1986                  | 19-04-1986            | 23              | 7            |                |
| Voor als je ooit weer bij me weggaat                                | 1986                  | 11-10-1986            | 41              | 13           |                |
| Genesis                                                             | 11-1987               | 05-12-1987            | 23              | 9            |                |
| Tussen rood en smaragd                                              | 1989                  | 28-10-1989            | 51              | 5            |                |
| 15 jaar                                                             | 1990                  | 21-04-1990            | 24              | 11           | Verzamelalbum  |
| Grenzeloos                                                          | 10-1990               | 01-12-1990            | 58              | 4            |                |
| Later is te laat                                                    | 05-1992               | 13-06-1992            | 18              | 19           |                |
| Dichter bij jou                                                     | 11-1993               | 13-11-1993            | 11              | 27           |                |
| 20 jaar Benny Neyman - Gouden regen                                 | 10-1994               | 29-10-1994            | 25              | 20           | Verzamelalbum  |
| Neyman live                                                         | 05-1995               | 06-05-1995            | 61              | 7            |                |
| Scherven van je leven                                               | 10-1995               | 11-11-1995            | 32              | 17           |                |
| Bloemen op ijs                                                      | 10-1996               | 09-11-1996            | 40              | 10           |                |
| Je dromen achterna                                                  | 11-1997               | 29-11-1997            | 51              | 10           |                |
| Crème de la crème                                                   | 02-1999               | 03-06-1999            | 33              | 4            | Verzamelalbum  |
| American duets                                                      | 03-2001               | 31-03-2001            | 78              | 2            | met Toni Willé |
| Bitter en zoet                                                      | 11-2003               | 21-02-2004            | 78              | 3            |                |
| Trök nao Blouwdörrep                                                | 11-2004               | 18-12-2004            | 83              | 3            |                |
| Onverwacht                                                          | 12-2006               | 26-01-2008            | 14              | 13           |                |
| Het allermooiste van Benny Neyman                                   | 2008                  | 16-02-2008            | 9               | 19           | Verzamelalbum  |
| Adieu - 100 mooiste liedjes                                         | 2008                  | 13-12-2008            | 33              | 16           | Verzamelalbum  |
| Zoon van het zuiden                                                 | 2012                  | 04-08-2012            | 66              | 6            | Postuum        |

### Singles
| Single met eventuele hitnotering(en) in de Nederlandse Top 40 | Datum van verschijnen | Datum van binnenkomst | Hoogste positie | Aantal weken | Opmerkingen                                                                                  |
| ------------------------------------------------------------- | --------------------- | --------------------- | --------------- | ------------ | -------------------------------------------------------------------------------------------- |
| Vijftien jaar                                                 | 1978                  | 11-11-1978            | tip17           | -            |                                                                                              |
| Ik weet niet hoe                                              | 1980                  | 05-07-1980            | 5               | 10           | Nr. 7 in de Nationale Hitparade / Nr. 5 in de TROS Top 50                                    |
| Je hoeft me niet te zeggen hoe ik leven moet                  | 1980                  | 11-10-1980            | tip3            | -            | Nr. 41 in de Nationale Hitparade / Nr. 45 in de TROS Top 50                                  |
| 'k Zal je heb                                                 | 1981                  | 08-08-1981            | 23              | 6            | Veronica Alarmschijf Hilversum 3 Nr. 17 in de Nationale Hitparade / Nr. 25 in de TROS Top 50 |
| Vrijgezel (het lied van de Karakters)                         | 1981                  | 05-12-1981            | 11              | 8            | Nr. 12 in de Nationale Hitparade / Nr. 11 in de TROS Top 50                                  |
| Liefde is als een sigaret                                     | 1982                  | -                     | -               | -            | Nr. 49 in de Nationale Hitparade                                                             |
| Verder valt 't wel mee                                        | 1983                  | 19-03-1983            | tip2            | -            | met Bonnie St. Claire Nr. 39 in de Nationale Hitparade / Nr. 35 in de TROS Top 50            |
| Vrij en bij jou zijn                                          | 1983                  | 23-07-1983            | tip9            | -            | Nr. 40 in de Nationale Hitparade                                                             |
| Blijf vannacht bij mij                                        | 1984                  | 14-04-1984            | tip20           | -            |                                                                                              |
| Waarom fluister ik je naam nog                                | 1985                  | 22-06-1985            | 1(1wk)          | 16           | Nr. 1 in de Nationale Hitparade / Nr. 2 in de TROS Top 50                                    |
| Zolang je bij me bent                                         | 1985                  | 02-11-1985            | 23              | 6            | Nr. 15 in de Nationale Hitparade / Nr. 23 in de laatste TROS Top 50                          |
| Lotje                                                         | 1986                  | 08-03-1986            | tip4            | -            | Nr. 37 in de Nationale Hitparade                                                             |
| Superstar                                                     | 1986                  | 08-11-1986            | tip20           | -            |                                                                                              |
| Laat me huilen                                                | 1987                  | 18-04-1987            | 32              | 3            | Nr. 31 in de Nationale Hitparade Top 100                                                     |
| Je moet niet bang zijn voor het leven                         | 1987                  | 18-07-1987            | tip10           | -            | Nr. 58 in de Nationale Hitparade Top 100                                                     |
| Ga niet weg van mij                                           | 1987                  | 19-12-1987            | 34              | 4            | Nr. 31 in de Nationale Hitparade Top 100                                                     |
| Rood                                                          | 1988                  | 28-05-1988            | tip12           | -            | Nr. 51 in de Nationale Hitparade Top 100                                                     |
| Alleen jij                                                    | 1988                  | -                     | -               | -            | Nr. 60 in de Nationale Hitparade Top 100                                                     |
| Ergens steekt nergens                                         | 1990                  | 05-05-1990            | tip16           | -            | Nr. 60 in de Nationale Top 100                                                               |
| De pijn verdwijnt vaak met de jaren                           | 1990                  | 10-11-1990            | tip19           | -            | Nr. 51 in de Nationale Top 100                                                               |
| Liefde voor het leven                                         | 1992                  | 01-08-1992            | 33              | 3            | Nr. 32 in de Nationale Top 100                                                               |
| In vuur en vlam                                               | 1993                  | 27-03-1993            | tip4            | -            | Nr. 37 in de Mega Top 50                                                                     |
| Gun me nog wat tijd                                           | 1993                  | 24-07-1993            | tip9            | -            |                                                                                              |
| Of ik je terug zal zien?                                      | 1993                  | 27-11-1993            | 20              | 6            | Nr. 11 in de Mega Top 50                                                                     |
| Ik wil een kus                                                | 1994                  | -                     | -               | -            | Nr. 37 in de Mega Top 50                                                                     |
| Niemandsland                                                  | 1994                  | 29-10-1994            | tip5            | -            | Nr. 41 in de Mega Top 50                                                                     |
| Scherven van je leven                                         | 1995                  | 11-11-1995            | 33              | 3            | Nr. 33 in de Mega Top 50                                                                     |
| Koekje van eigen deeg                                         | 1996                  | 09-03-1996            | tip9            | -            |                                                                                              |
| Mooi zijn alle vrouwen                                        | 1997                  | 15-11-1997            | 30              | 4            | Nr. 55 in de Mega Top 100                                                                    |
| Leven                                                         | 1998                  | 11-04-1998            | tip15           | -            | Nr. 78 in de Mega Top 100                                                                    |
| Oh, how I miss you tonight                                    | 1999                  | 25-12-1999            | -               | -            | Duet met Toni Willé / Nr. 49 in de Mega Top 100                                              |
| Laot mer lekker goon                                          | 2001                  | -                     | -               | -            | Nr. 52 in de Mega Top 100                                                                    |
| Aan 't einde van de regenboog                                 | 2008                  | -                     | -               | -            | Postuum                                                                                      |

| Single met hitnotering(en) in de Vlaamse Ultratop 50 | Datum van verschijnen | Datum van binnenkomst | Hoogste positie | Aantal weken | Opmerkingen |
| ---------------------------------------------------- | --------------------- | --------------------- | --------------- | ------------ | ----------- |
| Ik weet niet hoe                                     | 1980                  | 09-08-1980            | 11              | 6            |             |
| Vrijgezel                                            | 1981                  | 14-11-1981            | 2               | 15           |             |
| Liefde is als een sigaret                            | 1982                  | 20-11-1982            | 29              | 3            |             |
| Waarom fluister ik je naam nog                       | 1985                  | 27-07-1985            | 4               | 13           |             |

### NPO Radio 2 Top 2000
| Nummers met noteringen in de NPO Radio 2 Top 2000 | '99 | '00 | '01 | '02 | '03  | '04 | '05  | '06  | '07 | '08 | '09 | '10 | '11 | '12  | '13  | '14  | '15  | '16 | '17  |
| ------------------------------------------------- | --- | --- | --- | --- | ---- | --- | ---- | ---- | --- | --- | --- | --- | --- | ---- | ---- | ---- | ---- | --- | ---- |
| Ik weet niet hoe                                  | -   | -   | -   | -   | 1850 | -   | 1988 | 1711 | -   | -   | -   | -   | -   | -    | -    | -    | -    | -   | -    |
| Waarom fluister ik je naam nog                    | 705 | -   | 537 | 729 | 907  | 481 | 546  | 634  | 384 | 531 | 553 | 542 | 791 | 1203 | 1536 | 1500 | 1525 | -   | 1959 |

1. ↑  Een '-' betekent dat het nummer niet was genoteerd en een vetgedrukt getal geeft de hoogste notering van een nummer aan.
2. ↑  Deze tabel is bijgewerkt tot en met de laatste editie (2024).

### Evergreen Top 1000
| Evergreen Top 1000 "Ode aan Maastricht" | Evergreen Top 1000 "Ode aan Maastricht" | Evergreen Top 1000 "Ode aan Maastricht" | Evergreen Top 1000 "Ode aan Maastricht" | Evergreen Top 1000 "Ode aan Maastricht" | Evergreen Top 1000 "Ode aan Maastricht" | Evergreen Top 1000 "Ode aan Maastricht" | Evergreen Top 1000 "Ode aan Maastricht" | Evergreen Top 1000 "Ode aan Maastricht" | Evergreen Top 1000 "Ode aan Maastricht" | Evergreen Top 1000 "Ode aan Maastricht" | Evergreen Top 1000 "Ode aan Maastricht" | Evergreen Top 1000 "Ode aan Maastricht" | Evergreen Top 1000 "Ode aan Maastricht" | Evergreen Top 1000 "Ode aan Maastricht" | Evergreen Top 1000 "Ode aan Maastricht" | Evergreen Top 1000 "Ode aan Maastricht" |
| Jaar                                    | 2008                                    | 2009                                    | 2010                                    | 2011                                    | 2012                                    | 2013                                    | 2014                                    | 2015                                    | 2016                                    | 2017                                    | 2018                                    | 2019                                    | 2020                                    | 2021                                    | 2022                                    | 2023                                    |
| --------------------------------------- | --------------------------------------- | --------------------------------------- | --------------------------------------- | --------------------------------------- | --------------------------------------- | --------------------------------------- | --------------------------------------- | --------------------------------------- | --------------------------------------- | --------------------------------------- | --------------------------------------- | --------------------------------------- | --------------------------------------- | --------------------------------------- | --------------------------------------- | --------------------------------------- |
| Positie                                 | 185                                     | -                                       | -                                       | -                                       | -                                       | 68                                      | 24                                      | 18                                      | 29                                      | 28                                      | 103                                     | 76                                      | 76                                      | 85                                      | 92                                      | 86                                      |

1. Een getal geeft de plaats aan en een '-' dat het nummer niet genoteerd was. Een vetgedrukt getal geeft aan dat dit de hoogste notering betreft.